# Nyodes vigrinis
Nyodes vigrinis är en fjärilsart som beskrevs av François Louis Nompar de Caumont de Laporte 1970. Nyodes vigrinis ingår i släktet Nyodes och familjen nattflyn. Inga underarter finns listade i Catalogue of Life.